# Tutanchamonova maska
Tutanchamonova maska je zlatá pohřební maska staroegyptského faraona Tutanchamona z 18. dynastie (vládl v letech 1334–1325 př. n. l.). Byla nalezena Howardem Carterem roku 1925 v hrobce KV62 v Údolí králů. V současnosti se nachází v Egyptském muzeu v Káhiře. Jedná se o jedno z nejznámějších uměleckých děl na světě a významný symbol starověkého Egypta.
Maska vyobrazuje egyptského boha posmrtného života Usira. Je 54 centimetrů vysoká, 39,3 cm široká, 49 cm hluboká, váží přes 10 kilogramů a je zdobena polodrahokamy. Na masce je hieroglyfy napsáno starobylé zaklínadlo z Knihy mrtvých. Maska musela být v roce 2015 restaurována poté, co z ní odpadly 2,5kilogramové vousy.
Od roku 2001 někteří egyptologové předpokládají, že mohla být původně určena pro královnu Nefernefruaton.

## Objevení
Tutanchamonova pohřební komora byla nalezena v roce 1922 a otevřena v roce 1923. O dva roky později se týmu pod vedením anglického archeologa Howarda Cartera podařilo otevřít těžký sarkofág s Tutanchamonovou mumií. Dne 28. října 1925 otevřeli nejvnitřnější ze tří rakví, kde se nacházela zlatá maska.
V prosinci 1925 byla maska vyjmuta z hrobky, uložena do bedny a převezena 635 km do Egyptského muzea v Káhiře, kde je dodnes vystavena pro veřejnost.

## Popis
Maska je 54 cm vysoká, 39,3 cm široká a 49 cm hluboká. Je vyrobena ze dvou vrstev zlata o tloušťce 1,5–3 mm a váží 10,23 kg. Rentgenová krystalografie provedená v roce 2007 odhalila, že maska je vyrobena především z 23karátového zlata legovaného mědí. Povrch masky je pokryt velmi tenkou vrstvou (přibližně 30 nanometrů) dvou různých slitin zlata (na obličej a krk bylo použito 18,4karátové zlato, přičemž na zbytek masky 22,5karátové).
Tvář představuje standardní faraonovu podobu, přičemž stejnou podobu našli vykopávači i na jiných místech hrobky, zejména na sochách strážců. Na hlavě má nemes, který završují královské insignie kobry (Vadžet) a supa (Nechbet), symbolizující Tutanchamonovu vládu nad Dolním, respektive Horním Egyptem. Uši jsou propíchnuty, což je prvek, který byl podle téměř všech dochovaných staroegyptských uměleckých děl vyhrazen královnám a dětem. Egyptolog Záhí Hawáss řekl serveru Al-Monitor, že „teorie o propichování uší je neopodstatněná, protože všichni panovníci 18. dynastie nosili v době své vlády náušnice“.
Maska je vykládána barevným sklem a drahými kameny, včetně lapisu lazuli (okolí očí a obočí), křemene (oči), obsidiánu (zornice), karneolu, amazonitu, tyrkysu a fajáns.

### Vousy
Když byla maska v roce 1925 objevena, úzké zlaté vousy o váze 2,5 kg vykládané modrým sklem byly od masky odděleny. Znovu připevněny byly v roce 1944 pomocí dřevěného kolíku.

## Galerie

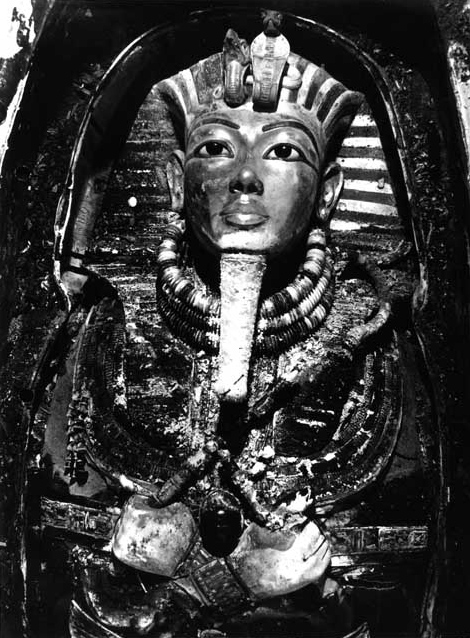
Zlatá maska In situ (1925)
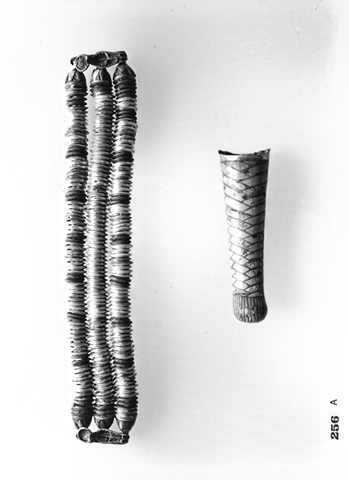
Náhrdelník z korálků a vousy
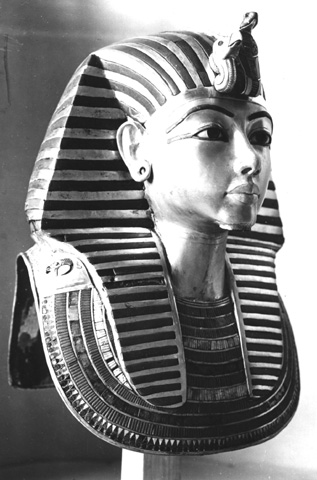
Maska bez vousů
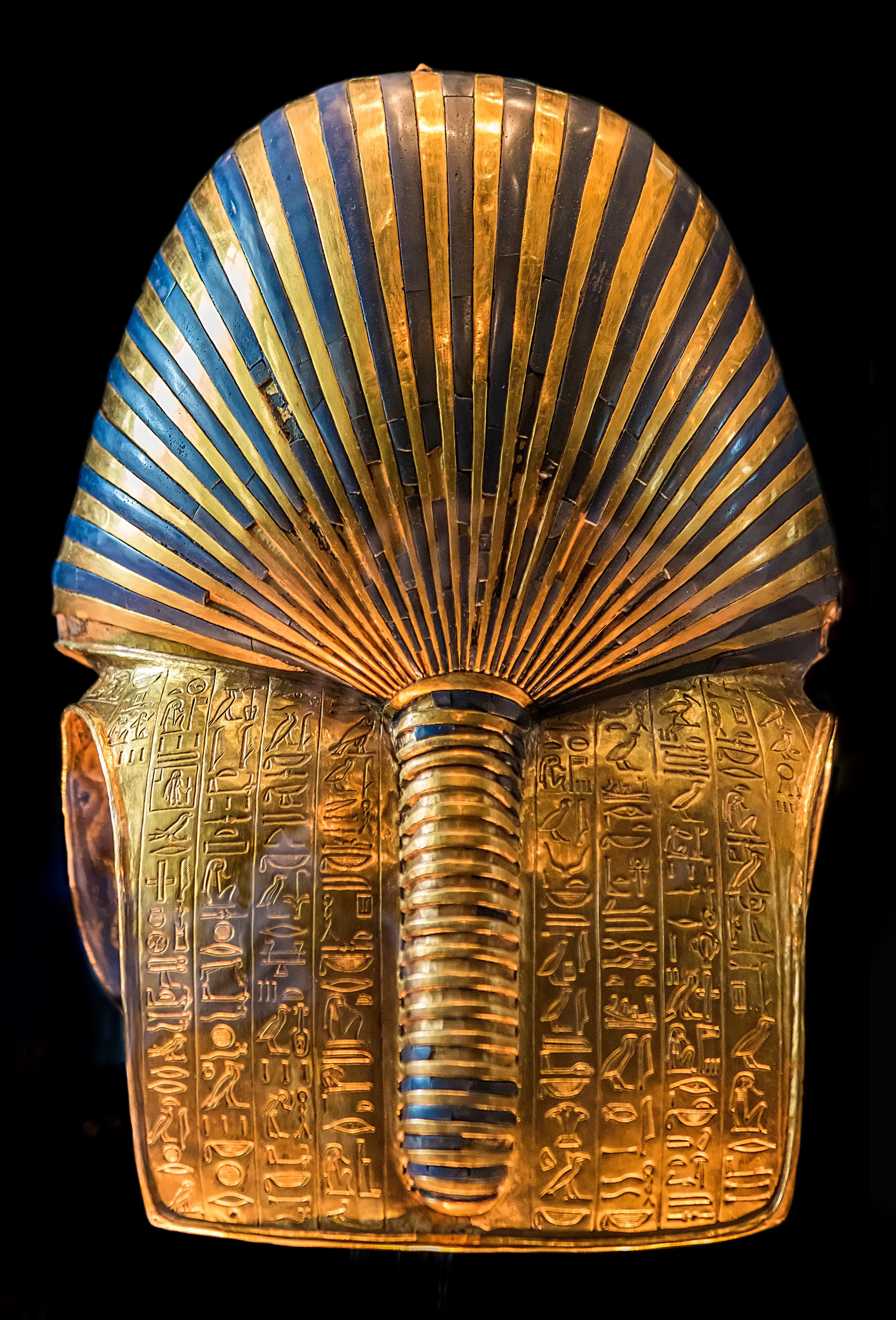
Zadní strana masky